# Gnophosema maleki
Gnophosema maleki là một loài bướm đêm trong họ Geometridae.